# María Paula Fernández
María Paula Fernández Estigarribia (født 30. august 1998) er en paraguayansk håndboldspiller for Club Cerro Porteño og Paraguays landshold .
Hun blev udvalgt til at repræsentere Paraguay ved verdensmesterskabet i håndbold for kvinder i 2017.